# Wayne F. Miller

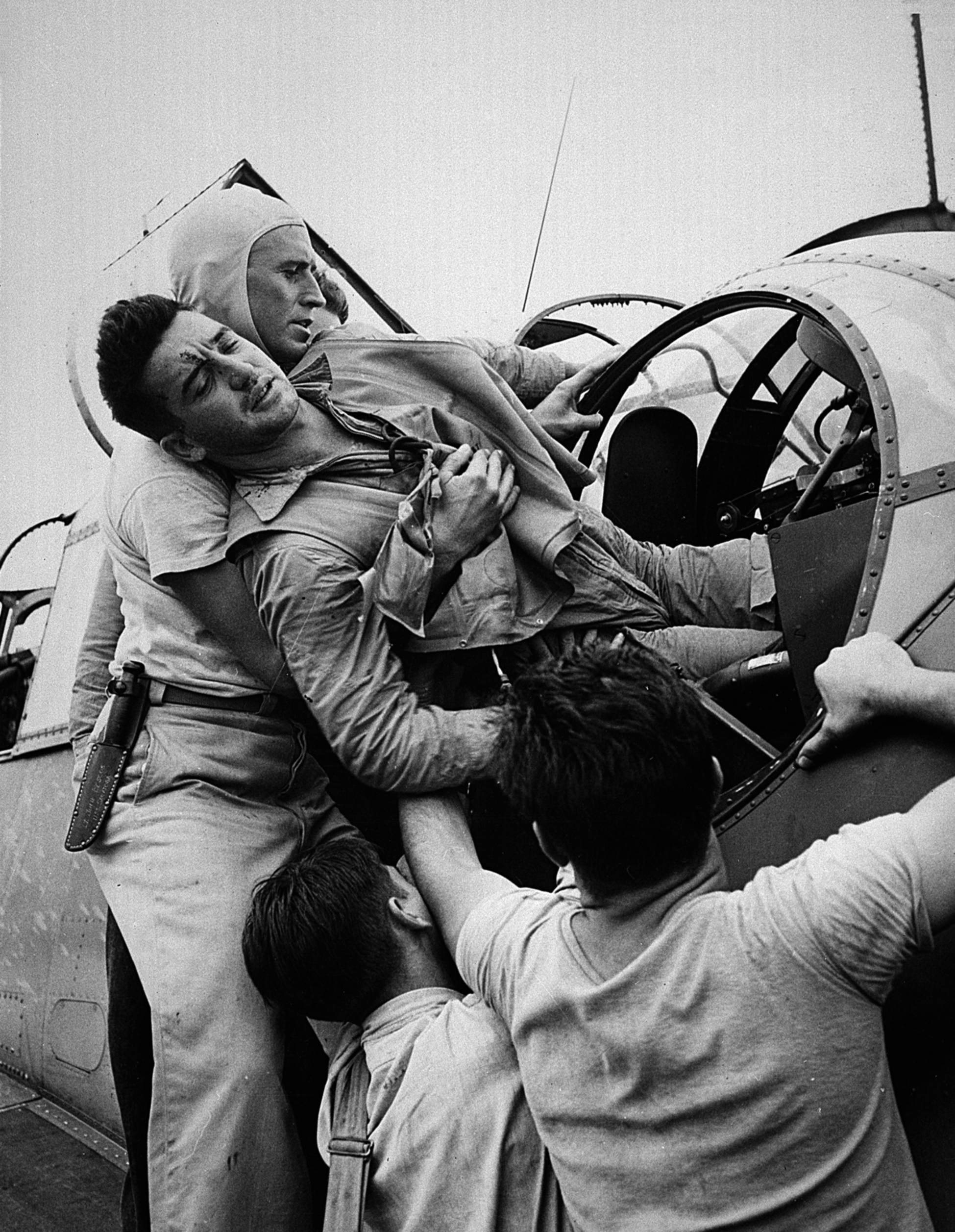
Členové posádky USS Saratoga vytahují zraněného pilota ze zadní věže letounu Grumman TBF Avenger, foto: Wayne Miller.

Wayne F. Miller (19. září 1918, Chicago - 22. května 2013) byl americký fotograf, který během druhé světové války pracoval pro Fotografický útvar letectva vojenských námořních sil (Naval Aviation Photographic Unit), který vedl Edward Steichen.

## Život a dílo
Krátce poté, co Japonsko zaútočilo na Pearl Harbor přijal jej Edward Steichen do Fotografického útvaru letectva vojenských námořních sil. Tato skupina dokumentovala a propagovala svou činnost v oblasti letectví a Steichen do ní přijímal ty nejtalentovanější fotografy.
Wayne Miller vzpomíná na Steichnovy pokyny takto: Je mi jedno, jak to uděláte, Wayne, ale přineste zpátky něco, co potěší důstojníka, mateřskou letadlovou loď nebo někoho se zlatou lemovkou; zbytek svého času strávíte fotografováním muže. Steichenovým prvořadým zájmmem nebyly fotografie války, ale fotografie muže, mladého hocha, utrápeného bojovníka a hlavně sny tohoto muže. Fotografie námořníka.
Po válce dvakrát získal stipendium Guggenheim (1946–1948) a fotografoval souborné dílo s názvem "The Way of Life of the Northern Negro", který byl později vydán knižně. Miller krátce učil na IIT Institute of Design než se přestěhoval do Kalifornie, kde pracoval pro časopis Life do roku 1953. Pak se stal korespondentem a později také členem skupiny Magnum Photos a jeho prezidentem byl od roku 1962 do 1966. Později začal spolupracovat s National Park Service a v roce 1975 opustil profesionální fotografii, aby se věnoval obraně lesů v Kalifornii.
Desítky jeho snímků spadají do kategorie public domain a jsou k dispozici na úložišti obrázků Wikimedia Commons.

## Galerie

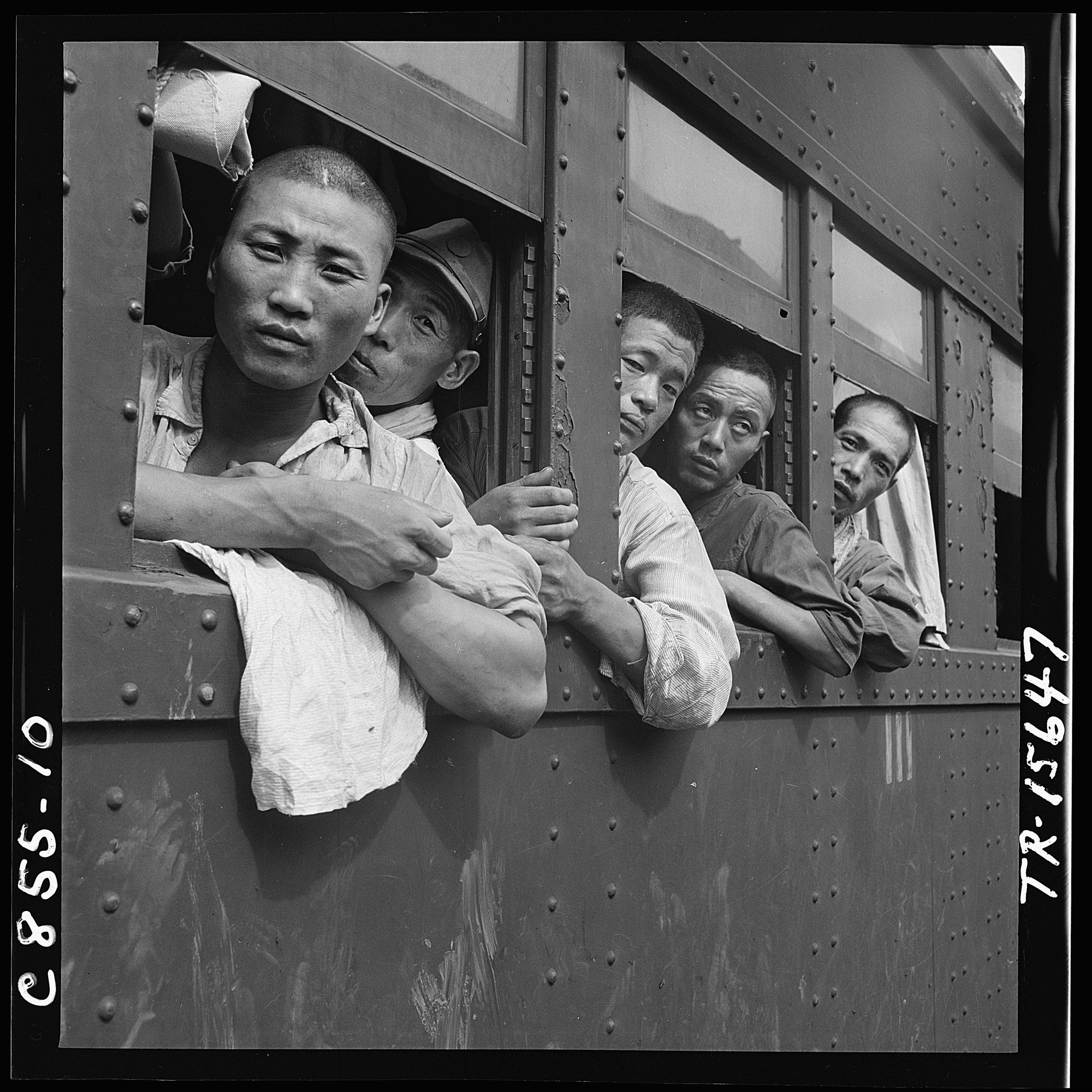
Japonští vojáci hromadně obsazují vlaky, ve kterých mohou po skončení 2. sv. války bezplatně odjet domů, Hirošima, Japonsko, září 1945, archiv NARA
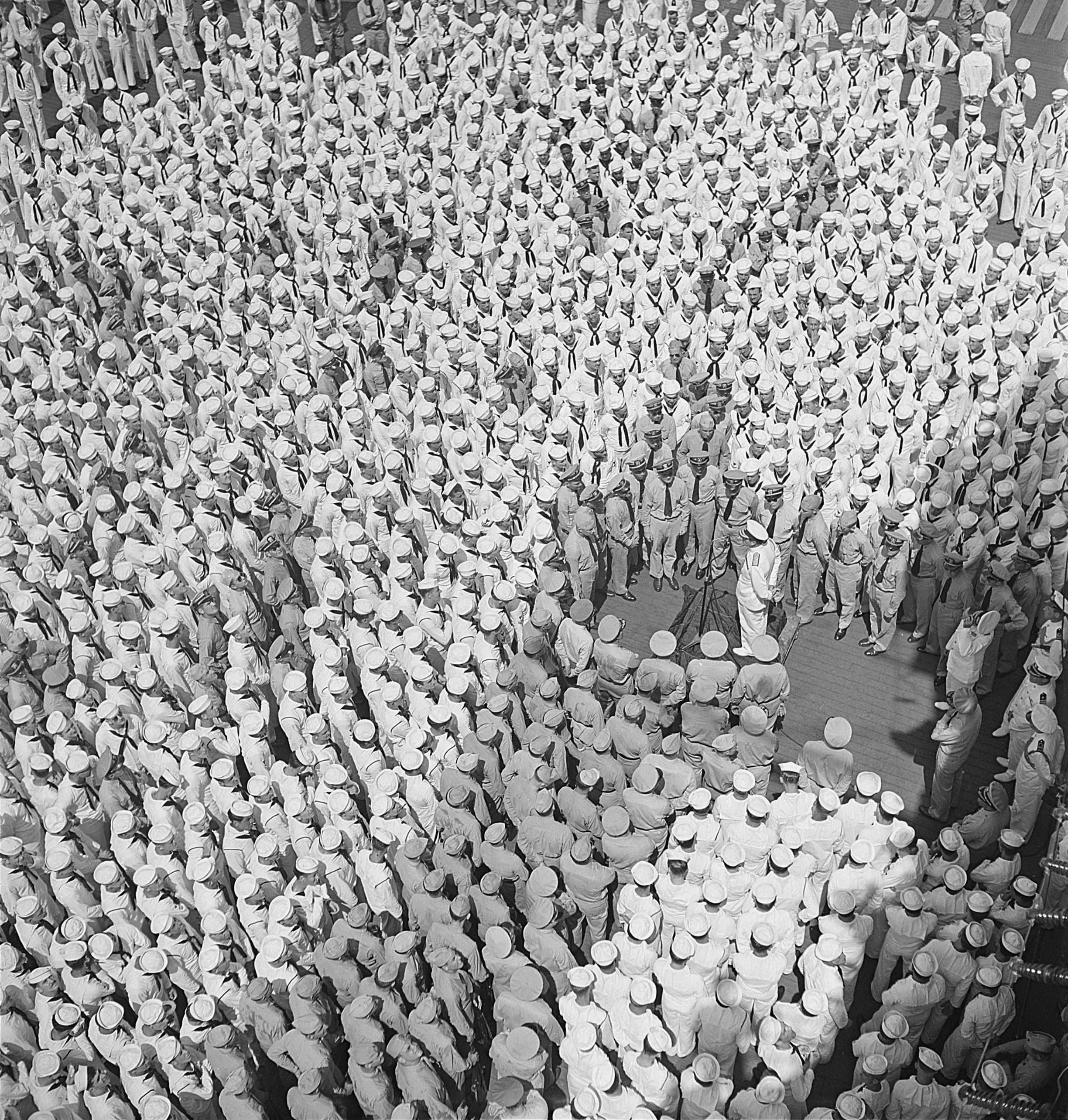
Admirál lord Louis Mountbatten (stojící uprostřed na letové palubě) hovoří k posádce lodi USS Saratoga (CV-3), Trincomalee, Cejlon, duben 1944, archiv NARA
Děti Neapole, Itálie, srpen 1944, archiv NARA
Námořník Paul Gray z kalifornského San Dimos, řídí japonský bicykl, Tokio, Japanonsko, září 1945, archiv NARA
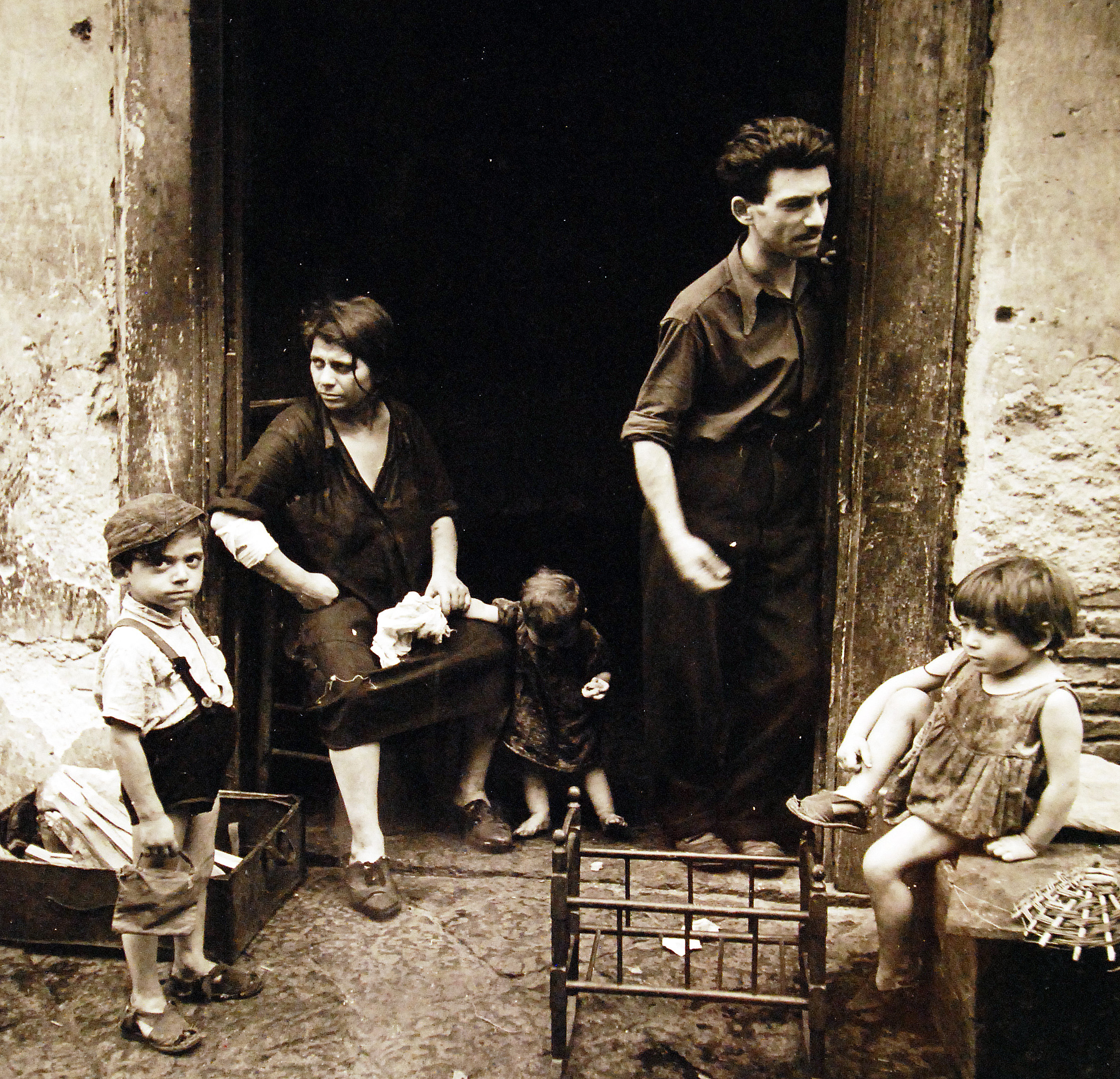
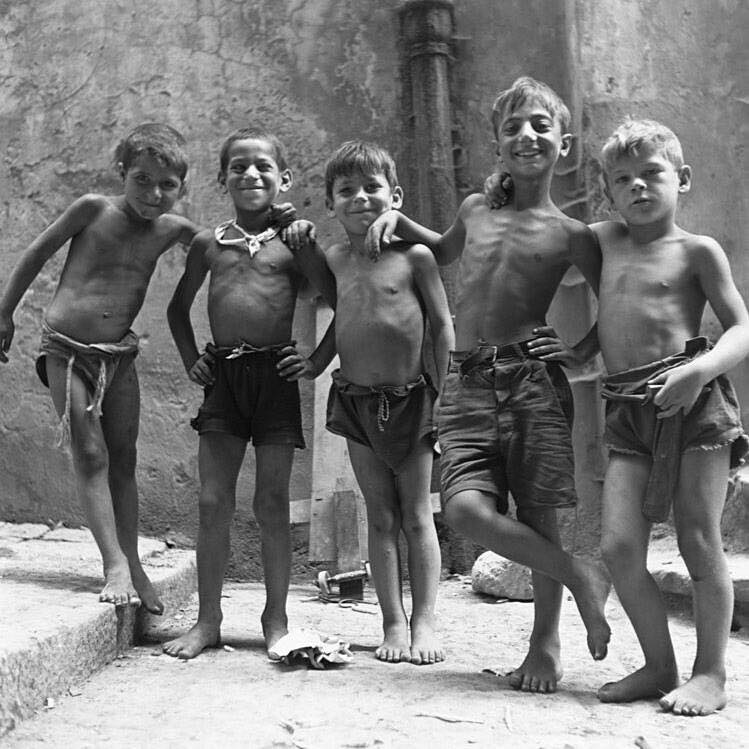
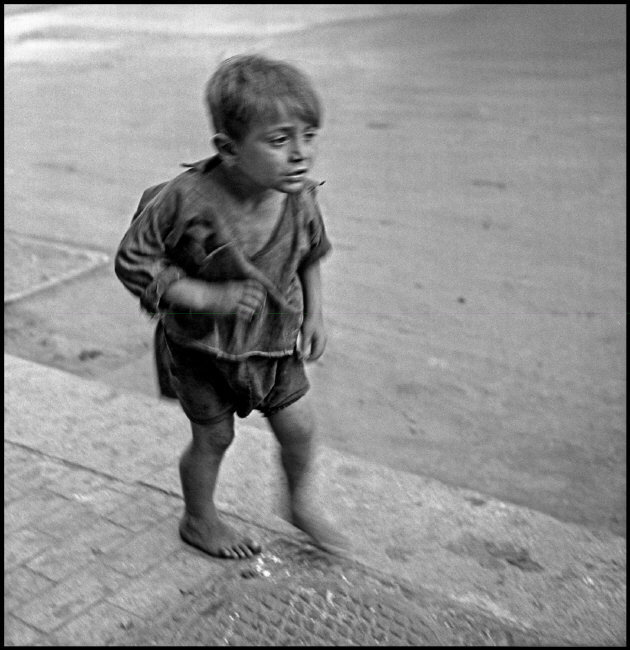
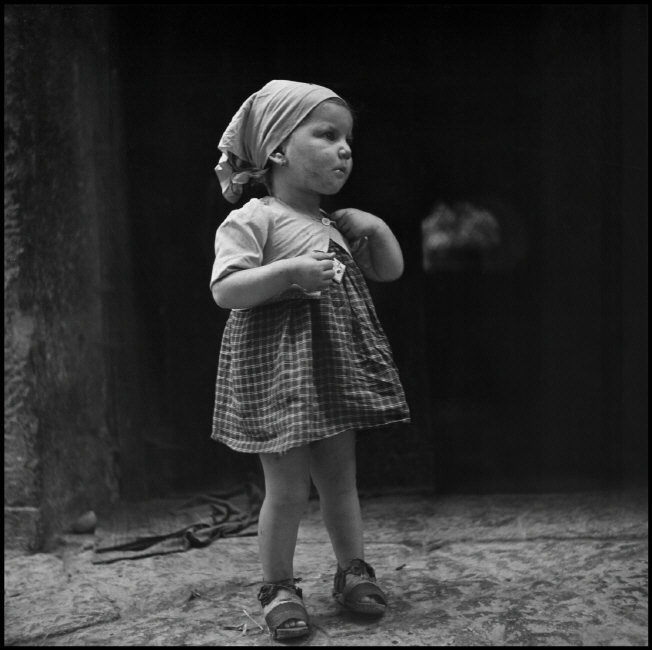